# Certified Lover Boy
Certified Lover Boy è il sesto album in studio del rapper americano-canadese Drake, pubblicato il 3 settembre 2021 dalla OVO e Republic.

## Antefatti
Nel mese di aprile 2019, durante un concerto Drake disse di aver iniziato a lavorare ad un nuovo album. A giugno dello stesso anno, pubblicò un post su Instagram che presentava la scritta «Modalità album» come didascalia. Il 10 dicembre, in occasione della sua partecipazione come ospite al concerto di DaBaby a Toronto, Drake disse: «tornerò a casa e cercherò di finire questo album, così possiamo presentarlo nel 2020». A marzo 2020, durante una diretta su Instagram, il cantante confermò che una versione definitiva di Not Around, canzone trapelata e in seguito rinominata TSU, sarebbe comparsa nel futuro Certified Lover Boy. Lo stesso mese, il produttore e collaboratore di Drake Boi-1da presentò in anteprima due estratti a Verzuz (un webcast a tema musicale) con Hit-Boy: i due snippet sono stati denominati I Did e In the Cut, quest'ultimo con la presenza del cantante Roddy Ricch. Drake annunciò ufficialmente il suo sesto album in studio a poche ore dall'uscita di Dark Lane Demo Tapes, stabilendo la data di pubblicazione verso la fine del 2020.
In seguito, il cantante canadese presentò in diretta su Instagram l'anteprima di due nuove tracce: l'inedito Lie to Me e una versione demo di una sua collaborazione con DJ Khaled, intitolata Greece. Il 29 luglio 2020, l'ingegnere della registrazione Noel Cadastre rivelò che il disco era «completo al 90%». Il 15 agosto Drake rivelò il titolo dell'album; due mesi dopo, ad ottobre, fissò la pubblicazione per gennaio 2021, data poi posticipata a causa di una lesione al legamento crociato anteriore del cantante.

## Copertina
La copertina dell'album, disegnata dall'artista britannico Damien Hirst, raffigura dodici emoji di donne gravide in diversi colori di capelli e tonalità della pelle. Ha ricevuto un'accoglienza negativa da parte della critica, gran parte della quale l'ha definita «brutta», «ridicola» e «priva di originalità».

## Accoglienza
| Recensione           | Giudizio |
| -------------------- | -------- |
| AllMusic             |          |
| Clash                | 7/10     |
| Consequence          | D+       |
| Entertainment Weekly | C        |
| Exclaim!             | 6/10     |
| musicOMH             |          |
| NME                  |          |
| Pitchfork            | 6,6/10   |
| Rolling Stone        |          |
| Slant Magazine       |          |
| The A.V. Club        | B–       |
| The Guardian         |          |
| The Independent      |          |
| The Line of Best Fit | 5/10     |

Certified Lover Boy ha ottenuto recensioni perlopiù miste da parte dei critici musicali. Su Metacritic, sito che assegna un punteggio normalizzato su 100 in base a critiche selezionate, l'album ha ottenuto un punteggio medio di 60 basato su venti critiche.

## Tracce
1. Champagne Poetry – 5:36 (Aubrey Graham, Noah Shebib, Micah Davis, Maneesh Bidaye, Jean-Andre Lawrence, John Lennon, Paul McCartney, Gabriel Hardeman Jr.)
2. Papi's Home – 2:58 (Aubrey Graham, Raynford Humphrey, Jonathan Priester, Jarrel Young, Mark Borino, Oriyomi Ojelade, Montell Jordan, Anthony Crawford)
3. Girls Want Girls (feat. Lil Baby) – 3:41 (Aubrey Graham, Dominique Jones, Ozan Yildirim, Mathias Liyew)
4. In the Bible (feat. Lil Durk & Giveon) – 4:56 (Aubrey Graham, Noah Shebib, Durk Banks, Giveon Evans, Leon Thomas III, Eliel Afari-Brown, Austin Schindler, Simon Gebrelul)
5. Love All (feat. Jay-Z) – 3:48 (Aubrey Graham, Shawn Carter, Ozan Yildirim, Dylan Cleary-Krell, Leon Thomas, Khristopher Riddick-Tynes, Christopher Wallace, Sean Combs, Steven Jordan)
6. Fair Trade (feat. Travis Scott) – 4:51 (Aubrey Graham, Jacques Webster II, Ozan Yildirim, Ebony Oshunrinde, Jahaan Sweet, R.S. Antoine, Charlotte Wilson, Kenneth Edmonds, Varrel Wade, Marcus Reddick, Brandon Banks, Kyla Moscovich, Michael Gordon, Dernst Emile II, Teo Halm)
7. Way 2 Sexy (feat. Future & Young Thug) – 4:17 (Aubrey Graham, Nayvadius Wilburn, Jeffery Williams, Bryan Simmons, Lesidney Ragland, Fred Fairbrass, Richard Fairbrass, Robert Manzoli)
8. TSU – 5:08 (Aubrey Graham, Harley Arsenault, Noel Cadastre, Christopher Cross, Robert Kelly, Justin Timberlake, Timothy Mosley, Floyd Hills)
9. N 2 Deep (feat. Future) – 4:33 (Aubrey Graham, Nayvadius Wilburn, Harley Arsenault, Kaushik Barua, Noah Shebib, Alex Lustig, Noel Cadastre, Bernard Freeman, Chad Butler, Joseph McVey IV, Jay Jenkins, Shawn Carter, Leroy Williams Jr.)
10. Pipe Down – 3:25 (Aubrey Graham, Leon Thomas III, Robert Fairfax III, Hady Moamer, Anthoine Walters, Simon Gebrelul, Derek Kastal, L. Camejo)
11. Yebba's Heartbreak (con Yebba) – 2:13 (Abigail Smith, James Francies)
12. No Friends In the Industry – 3:24 (Aubrey Graham, Anderson Hernandez, Ozan Yildirim, Nicolas Frascona, Robert DeBarge Jr., Gregory Williams)
13. Knife Talk (feat. 21 Savage & Project Pat) – 4:02 (Aubrey Graham, Shéyaa Abraham-Joseph, Patrick Houston, Leland Wayne, Peter Lee Johnson, Jordan Houston, Rakim Mayers)
14. 7AM on Bridle Path – 3:59 (Aubrey Graham, Ronald LaTour Jr., Dylan Cleary-Krell, David Duodu, Maneesh Bidaye)
15. Race My Mind – 4:29 (Aubrey Graham, Noah Shebib, Scott Zhang, Nile Goveia, Christopher Wallace, Osten Harvey, David Axelrod, Michael Axelrod, Herman Blount, James Johnson Jr.)
16. Fountains (feat. Tems) – 3:12 (Aubrey Graham, Temilade Openiyi, Tresor Riziki)
17. Get Along Better (feat. Ty Dolla Sign) – 3:49 (Aubrey Graham, Tyrone Griffin Jr., Anthony Jeffries, Noah Shebib, Noel Cadastre)
18. You Only Live Twice (feat. Lil Wayne & Rick Ross) – 3:33 (Aubrey Graham, Dwayne Carter, William Roberts, Roosevelt Harrell III, Brian Reid)
19. IMY2 (feat. Kid Cudi) – 4:12 (Aubrey Graham, Scott Mescudi, Harley Arsenault, Clifford Owuor, Ayoub Benfaress, Kaniel Castañeda, Eddy Bizimana, Dounia Aznou)
20. Fucking Fans – 4:05 (Aubrey Graham, Jahron Brathwaite, Noel Cadastre, Noah Shebib, Peter Ring)
21. The Remorse – 5:51 (Aubrey Graham, Anthony Hamilton, Noah Shebib)

Note
- Champagne Poetry contiene elementi tratti da Navajo di Masego, che a sua volta contiene elementi tratti da Michelle dei Beatles.
- Papi's Home contiene elementi tratti da Daddy's Home di Montell Jordan.
- Love All contiene elementi tratti da Life After Death Intro di The Notorius B.I.G..
- Fair Trade contiene elementi tratti da Mountains di Charlotte Day Wilson.
- Way 2 Sexy contiene elementi tratti da I'm Too Sexy dei Right Said Fred.
- TSU contiene elementi tratti da Half on a Baby di R. Kelly, da Sailing degli NSYNC, cover del brano omonimo di Christopher Cross, e da Until the End of Time di Justin Timberlake.
- N 2 Deep contiene elementi tratti da Get Throwed di Bun B.
- Knife Talk contiene elementi tratti da Feed the Streets di Juicy J.
- Race My Mind contiene elementi tratti da Dead Wrong di The Notorius B.I.G..

## Classifiche

### Classifiche settimanali
| Classifica (2021) | Posizione massima |
| ----------------- | ----------------- |
| Australia         | 1                 |
| Austria           | 3                 |
| Belgio (Fiandre)  | 2                 |
| Belgio (Vallonia) | 3                 |
| Canada            | 1                 |
| Danimarca         | 1                 |
| Finlandia         | 3                 |
| Francia           | 3                 |
| Germania          | 3                 |
| Irlanda           | 1                 |
| Islanda           | 1                 |
| Italia            | 2                 |
| Lituania          | 1                 |
| Norvegia          | 1                 |
| Nuova Zelanda     | 1                 |
| Paesi Bassi       | 1                 |
| Portogallo        | 43                |
| Regno Unito       | 1                 |
| Repubblica Ceca   | 5                 |
| Slovacchia        | 2                 |
| Spagna            | 5                 |
| Stati Uniti       | 1                 |
| Svezia            | 1                 |
| Svizzera          | 2                 |

### Classifiche di fine anno
| Classifica (2021) | Posizione |
| ----------------- | --------- |
| Australia         | 18        |
| Austria           | 60        |
| Belgio (Fiandre)  | 36        |
| Belgio (Vallonia) | 92        |
| Canada            | 7         |
| Danimarca         | 16        |
| Francia           | 131       |
| Irlanda           | 24        |
| Islanda           | 27        |
| Norvegia          | 20        |
| Nuova Zelanda     | 19        |
| Paesi Bassi       | 21        |
| Regno Unito       | 22        |
| Stati Uniti       | 5         |
| Svizzera          | 30        |
| Classifica (2022) | Posizione |
| Australia         | 31        |
| Belgio (Fiandre)  | 54        |
| Belgio (Vallonia) | 119       |
| Danimarca         | 44        |
| Francia           | 184       |
| Islanda           | 38        |
| Lituania          | 50        |
| Norvegia          | 38        |
| Nuova Zelanda     | 22        |
| Paesi Bassi       | 38        |
| Regno Unito       | 34        |
| Classifica (2023) | Posizione |
| Canada            | 24        |
| Stati Uniti       | 27        |
| Classifica (2024) | Posizione |
| Portogallo        | 135       |